# Marte Olsbu Røiseland
Marte Olsbu Røiseland (født 17. december 1990 i Arendal) er en norsk skiskytte, der har vundet adskillige medaljer ved Vinter-OL, EM og VM.
Olsbu Røiseland har deltaget ved Verdenscuppen i skiskydning siden VM-sæsonen 2012-13 og har repræsenteret Norge ved adskillige mesterskaber i VM i skiskydning. Under verdensmesterskaberne i skiskydning 2016 i Oslo, vandt hun en bronzemedalje i fællesstafet og kørte den sidste etape, da Norge vandt guldet. Ved verdensmesterskaberne i skiskydning 2020 i Antholz, blev hun den første skiskytte til at vinde syv medaljer ved et verdensmesterskab, med sine i alt fem guldmedaljer og to bronzemedaljer.
De store resultater medførte også hun var storfavorit i alle konkurrencerne under Vinter-OL 2022 i Beijing. Ved de olympiske vinterlege 2018 i Pyeongchang vandt hun hendes første to OL-sølvmedaljer, i 7,5 kilometer sprint og i blandet stafet. Hun blev nummer fire i 10 kilometer forfølgelse og nummer otte i 12,5 kilometer massestart og fjerde i kvindernes stafet med det norske hold.
Ved Vinter-OL 2022 i Beijing blev hun for første gang olympisk mester i konkurrencerne; 7,5 km sprint og fællestafen for mixed hold, samt OL-bronze i 15 km klassisk distance.